# Dale Brown (boxeador)
Robert Dale Brown (Calgary, 15 de diciembre de 1971) es un deportista canadiense que compitió en boxeo.
Ganó dos medallas de bronce en el Campeonato Mundial de Boxeo Aficionado, en los años 1991 y 1993, ambas en el peso semipesado.
En abril de 1995 disputó su primera pelea como profesional. En su carrera profesional tuvo en total 42 combates, con un registro de 35 victorias, 6 derrotas y un empate.

## Palmarés internacional
| Campeonato Mundial | Campeonato Mundial  | Campeonato Mundial | Campeonato Mundial |
| Año                | Lugar               | Medalla            | Categoría          |
| ------------------ | ------------------- | ------------------ | ------------------ |
| 1991               | Sídney (Australia)  | Medalla de bronce  | 81 kg              |
| 1993               | Tampere (Finlandia) | Medalla de bronce  | 81 kg              |